# 阿部正彦
阿部 正彦（あべ まさひこ、1947年5月21日 - ）は、日本の化学者。東京理科大学総合研究院教授、日本油化学会名誉会員、日本化学会フェロー。アクテイブ株式会社取締役副社長。工学博士（東京大学、1984年）。専門はコロイドおよび界面化学。

## 略歴
学歴
- 1970年（昭和45年）3月：東京理科大学工学部工業化学科 卒業
- 1972年3月：東京理科大学大学院工学研究科工業化学専攻修士課程 修了

研究職歴
- 1972年4月：東京理科大学工学部工業化学科 助手
- 1986年4月：東京理科大学総合研究所 界面科学研究所 実験講師
- 1991年4月：東京理科大学総合研究所 界面科学研究所 講師
- 1992年4月：東京理科大学総合研究所 界面科学研究所 助教授
- 1997年4月：東京理科大学総合研究所 界面科学研究所 教授
- 2012年4月：東京理科大学総合研究院 教授

兼任
- 1981年12月 - 1986年3月：東京理科大学総合研究所界面科学研究所 助手
- 1984年8月 - 1985年7月：テキサス大学オースティン校 博士研究員
- 1989年4月 - 1991年3月：千葉大学理学部 非常勤講師
- 1993年10月 - 1994年3月：東京工業大学大学院総合理工学研究科 非常勤講師
- 1994年8月：チェンマイ大学 客員教授
- 1996年2月：工業技術院 物質工学工業技術研究所 流動研究員
- 1996年4月 - 1997年3月：福岡大学大学院理学研究科 非常勤講師
- 1999年1月：工業技術院 資源環境総合技術院 流動研究員
- 2000年4月 - 2001年3月：名古屋大学大学院工学研究科 非常勤講師
- 2004年4月 - 2005年3月：九州大学大学院薬学研究院 非常勤講師
- 2007年10月 - 2008年9月：東京理科大学総合研究機構 先端材料研究センター長
- 2008年10月 - 2009年9月：東京理科大学総合研究機構 物質界面化学研究部門長
- 2009年4月 - 2010年3月：首都大学東京大学院理学研究科 非常勤講師
- 2009年10月 - 2011年9月：東京理科大学総合研究機構 先端計測科学研究部門長
- 2009年10月 - 2011年9月：東京理科大学大学院理工学研究科長

## 主な学会活動
- 日本油化学会 会長（2011年4月 - 2013年4月）
- 日本化学会 コロイドおよび界面化学部会 部会長（2005年4月 - 2007年2月）
- 色材協会 副会長（2002年3月 - 2003年2月）